# Ибрагим-хан Фатх-и-Джанг
Ибрагим-хан Фатх-и-Джанг , также известен как Мирза Ибрагим Бек (? — 20 апреля 1624) — могольский государственный и военный деятель, субарар (губернатор) Бенгалии (1617—1624) во время правления императора Джахангира. Сын Мирзы Гийас-Бека и брат императрицы Нур-Джахан.

## Биография
Один из сыновей Мирзы Гийас-бека (? — 1622), великого визиря Могольской империи (1611—1622), и брат императрицы Нур-Джахан, супруги императора Джахангира.
Пользовался расположением и доверием могольского падишаха Джахангира. Ибрагим-хан занимал различные важные должности в Империи Великих Моголов, в том числе Вакила-и-дара (казначея императорского двора) и губернатора провинции Бихар, где проявил свои административные способности и военные таланты. В Бихаре Ибрагим-хан подчинил район Хохара, где приобрел ценные алмазные копи, за что был возведен в более высокий ранг мансаба и получил титул «Фатх-и-Джанг».
В 1617 году Ибрагим-хан был назначен императором Джахангиром новым субадаром (наместником) Бенгалии, где он сменил прежнего губернатора Касим-хана Чишти.
Во время своего правления в Бенгалии Ибрагим-хан завоевал царство Трипура (1618), подавил восстания в Кампуре, успешно отбил вторжение магов (1620) и подавил восстание Бахадур-хана (1621).
Во внутренней политике Ибрагим-хан инициировал новую политику политического примирения и освобождения политических заключенных. По его рекомендации императору Джахангиру сыновья Раджи Пратападитьи из Джессора, Кох раджас Лакшми Нараян и Парикшит Нараян, были освобождены и отправлены обратно в Бенгалию. Видные заминдары во главе с Мусой-ханом, которые содержались под надзором в Джахангинагаре со времен наместника Ислам-хана Чишти, был освобождены на свободу (1618).
В правление Ибрагим-хана в Бенгалии впервые появились англичане в качестве торговцев, они имели небольшое поселение в Пипли, окрестностях Балассора. Ибрагим-хан начал строительство крепости в Дакке (на территории нынешнего центрального тюремного комплекса).
В ноябре 1623 года шахзаде Хуррам, будущий император Великих Моголов Шах-Джахан, поднял восстание против своего отца, могольского императора Джахангира. Он потерпел поражение и был изгнан из Агры и Декана. Шахзаде Шах-Джахан со своим войском прибыл в Бенгалию. Местный субадар Ибрагим-хан сохранил верность законному императору Джахангиру. Но он не предпринял шагов, чтобы остановить продвижение мятежного принца в Бенгалии, который вступил в Миднапур и Бурдван, не встретив сопротивления. Растерянность Ибрагим-хана и его фактическое бездействие дали Шах-Джахану возможность вступить в Акбарнагар. Тогда бенгальский губернатор Ибрагим-хан решил встретиться с мятежным принцем, который имел численное превосходство. 20 апреля 1624 года в бою небольшие силы Ибрагим-хана были разгромлены Шах-Джаханом, а сам субадар убит. Он был похоронен в мавзолее в Раджмахале.